# Anacroneuria pachacuti
Anacroneuria pachacuti és una espècie d'insecte plecòpter pertanyent a la família dels pèrlids.

## Etimologia
El seu nom científic honora la figura de l'emperador inca Pachacútec.

## Descripció
- L'adult presenta el cap gairebé de color marró (el de la femella més clar que el del mascle) i les membranes alars i la nervadura igualment marrons.
- Les ales anteriors del mascle fan 11 mm de llargària.
- La nimfa no ha estat encara descrita.[5][3]

## Hàbitat
En el seu estadi immadur és aquàtic i viu a l'aigua dolça, mentre que com a adult és terrestre i volador.

## Distribució geogràfica
Es troba a Sud-amèrica: el Perú i Bolívia.